# Хикс-Холл
Хикс-Холл (англ. Hicks Hall или Hickes' Hall) — мировой суд, расположенный на южном конце Сент-Джон-стрит в районе Кларкенуэлл в Лондоне. Начал работу в 1612 году. В 1782 здание было закрыто и снесено. Здание суда стало первым специально построенным для мировых судей графства Мидлсекс (включая Вестминстер). Здесь рассматривались мелкие правонарушения и предъявлялись обвинения в более серьезных преступлениях, включая дела, связанные с заговорами, нападениями и мелкими преступлениями против государства.
Здание находилось в начале Великой северной дороги, связывавшей Лондон с Йорком и Эдинбургом, поэтому использовался в качестве точки отсчёта расстояния по этому маршруту.

## Предыстория и месторасположение
По крайней мере, с 1540-х годов судьи Мидлсекса регулярно проводили заседания в одной из гостиниц на южном конце Сент-Джон-стрит. Это была одна из ближайших точек графства Миддлсекс к лондонскому Сити, расположенная непосредственно к северу от Смитфилд-Бара, пункта сбора платы за проезд в Сити. В разное время использовались гостиницы «Замок» на западной стороне улицы и «Ветряная мельница» чуть севернее на восточной стороне.
В 1570-х годах Елизавета I предоставила землемеру Кристоферу Сакстону в аренду пустырь на улице для строительства здания суда, но сведения о дальнейшей судьбе проекта отсутствуют.

## Хикс-Холл
В 1609 году магистраты Миддлсекса обратились к Якову I с ходатайством о выделении нового участка для здания суда. Ходатайство было удовлетворено, и на этот раз стройка успешно завершилась в 1612 году.
Для здания был выбран островной участок посреди Сент-Джон-стрит в месте расширения напротив гостиницы «Ветряная мельница» и недалеко от перекрестка с Сент-Джонс-лейн. Сметные затраты только на строительство оценивались в 900 фунтов стерлингов (эквивалент £185 000 в 2020 году). За строительство заплатил богатый торговец тканями Баптист Хикс, позже ставший 1-м виконтом Кампденом. На первом заседании, состоявшемся в новом здании в январе 1613 года, было решено назвать его Хикс-Холл в честь покровителя.
В течение 170 лет Хикс-Холл использовался для слушаний дел в графстве Мидлсекс. Он упоминается во многих отчётах того времени. 9 октября 1660 года здесь было созвано большое жюри для суда над 29 мужчинами, подписавшими смертный приговор Карлу I. Само разбирательство продолжилось в Олд-Бейли. В 1679 году Титус Оутс дал здесь показания в связи с «заговором за обеденным столом» (выдуманной им части папистского заговора) против герцога Йоркского. В 1682 году граф Карл Иоганн фон Кенигсмарк был оправдан в Хикс-Холле по обвинению в соучастии в убийстве Томаса Тинна (хотя на самом деле он почти наверняка нанял трёх убийц). В 1683 году лорд Рассел был приговорен здесь к смертной казни после суда в Олд-Бейли за участие в заговоре Рай-Хауза.
В дополнение к залу заселаний первоначально планировалось построить в здании небольшую тюрьму, чтобы уменьшить перенаселенность Ньюгейта. В конце концов, место было признано слишком тесным, чтобы построить тюрьму, и вместо неё было организовано помещение для временного содержания подозреваемых и обвиняемых.

## Закрытие
К 1770-м годам улица стала оживленной и шумной, что мешало судебным делам, а само здание обветшало. На его ремонт были потрачены некоторые усилия, но в конце концов оно было закрыто и снесено в 1782 году. Заседания были перенесены в новый суд Мидлсекса на Кларкенуэлл-Грин (который какое-то время также был известен в просторечии как «Хикс-Холл»). Этот суд, в свою очередь, закрылся в 1921 году, когда дела, касающиеся района Внутреннего Лондона по обе стороны Темзы, были переданы в Ньюингтонский суд.

## Наследие
Резной дубовый камин в память о Баптисте Хиксе был установлен в Хикс-Холле в 1618 году. После сноса здания камин был перенесён сначала в новый суд на Кларкенуэлл-Грин, а затем в Ньюингтонский суд, где сохранился до настоящего времени.
Прежнее расположение Хикс-Холла до сих пор остаётся очевидным: это большой островной участок посреди Сент-Джон-стрит, напротив которого фасады домов расходятся в разные стороны, оставляя место для двух ясно различаемых проездов. В конце XIX века на этом месте были установлены общественные туалеты, описанные в 1892 году как «…современное сооружение, хотя и более полезное, но менее достойное…», чем первоначальное здание суда.

## Использовать в качестве точки отсчёта
Хикс-Холл был условной начальной точкой Великой северной дороги, от которой отчитывались расстояния по на этому маршруту. Непосредственно за ноль принимался передний фасад здания. Эта практика сохранялась и после сноса здания, вплоть до начала XIX века, за условный центр Лондона был принят конный памятник Карлу I на Чаринг-Кросс, от которой стали ищмеряться все расстояния по дорогам из Лондона. До конца XIX века на Великой северной дороге всё ещё можно было увидеть верстовые столбы с указанием количества миль «от Хикс-Холла» или «от того места, где раньше стоял Хикс-Холл».